# The Hunting Party (TV-serie)
The Hunting Party är en amerikansk kriminaldramaserie som hade premiär på NBC den 19 januari 2025. Serien är skapad av JJ Bailey. Den hade vidare premiär på TV4 Play och TV4 den 15 juli 2025.

## Handling
Några av USA:s farligaste seriemördare har suttit bakom galler i ett fängelse så hemligt att det officiellt inte existerar. Men efter ett mystiskt attentat mot anläggningen är de på rymmen och ett specialteam måste samlas ihop för att fånga dem.

## Rollista (i urval)
- Melissa Roxburgh - Rebecca "Bex" Henderson
- Nick Wechsler - Oliver Odell
- Patrick Sabongui - Ryan Hassani
- Zabryna Guevara - Elizabeth Mallory
- Kari Matchett - Eve Lazarus
- Matt Frewer - Dr. Henry Dulles
- Siobhan Williams - Sarah Dulles